# 過敏感反応
過敏感反応（かびんかんはんのう、hypersensitive response：HR）とは、植物が微生物病原体による感染の拡大を防ぐための機構である。HRは感染部位周囲の局所範囲における細胞死を特徴とする。HRは病原体の植物体の他部位への繁殖と拡散を制限するのに役立つ。HRは動物に見られる自然免疫に似ており、普通、より遅い全身性（植物全体）の反応（これは最終的に全身獲得抵抗性(SAR)に至る）へつながる。

## メカニズム
HRは、植物が病原体を認識したときに引き金が引かれる。病原体の確認は典型的には、病原体が分泌する非病原性（en:avirulence）遺伝子の産物が、植物の抵抗性（R）遺伝子の産物と結合するか、または間接的に相互作用するときに行われる（遺伝子対遺伝子モデルen:gene for gene model）。R遺伝子（en:R genes）は高度の多型を有しており、多くの植物はいくつかの異なるタイプのR遺伝子産物を産生し、これにより多種の異なる病原体の作る病原性産物を認識できるようにしている。
HRの第1相では、R遺伝子の活性化がイオンの出入りの引き金を引く。これには、水酸イオンとカリウムイオンの細胞外への流出と、カルシウムイオンと水素イオンの細胞内への流入がある。
第2相では、HRに関わる細胞が、活性酸素（ROS）、過酸化物アニオン、過酸化水素、ヒドロキシルラジカル、および一酸化窒素を産生することにより酸化バースト（en:oxidative burst）を起こす。これらの化合物は細胞膜の機能に影響を与えるが、これは部分的には脂質の過酸化が誘導され脂質が損傷されることによる。
細胞内のイオン組成の変化と、ROS存在下での細胞成分の分解は、影響を受けた細胞の死と、局所的傷害の形成をもたらす。活性酸素はまたリグニンとカロースの沈着、さらにP33など、予め作られたヒドロキシプロリンに富む糖タンパク質のPPPPYモチーフ中のチロシンを介した細胞壁マトリックスへの結合を起こさせる。これらの化合物は感染部位を囲む細胞壁を強化し、障壁を形成して感染の拡大を妨げるのに役立つ。

## メディエーター
数種の酵素がROSの産生に関わることが示されている。例えば、銅アミンオキシダーゼはポリアミン、特にプトレッシンの酸化的脱アミノ化を触媒し、ROSのメディエーターである過酸化水素とアンモニアを放出させる。その他にROS産生に関わると考えられる酵素としてはキサンチンオキシダーゼ、NADPHオキシダーゼ、蓚酸オキシダーゼ、ペルオキシダーゼや、フラビン含有アミンオキシダーゼがある。
場合によっては、損傷部位を囲む細胞が殺菌性化合物（フェノール、ファイトアレキシン、それにβ-グルカナーゼ、キチナーゼ等の病原性関連（PR）タンパク質を含む）を合成する。
これらの化合物は細菌の細胞壁に穴を開けたり、成熟を遅らせたり、代謝を遮断したり、対象病原体の生殖を妨げたりすることで働く。
研究により、植物細胞成分の分解の実際の様式や順序は、個別の植物・病原体間相互作用によることが示唆されたが、全てのHRがシステインプロテアーゼの関与を要するようである。細胞死の誘導と病原体の消滅にも、活発なタンパク質生合成、無傷のアクチン細胞骨格、およびサリチル酸の存在が必要である。

## 病原体の防御回避
病原体は植物の防御反応を抑制するためのいくつかの戦略を進化させてきた。通常細菌がターゲットとする宿主の過程には、プログラム細胞死経路の変更、細胞壁による防御の阻害、そして植物ホルモンシグナル伝達と防御遺伝子発現の変更がある。